# Martin Lunzer
Martin Lunzer (* 1994 in Wien) ist ein österreichischer Koch.

## Werdegang
Nach Ausbildung ab 2009 und Berufsbeginn bei Plachutta in Wien wechselte Lunzer zum Restaurant Amador bei Juan Amador in Wien (drei Michelinsterne) und zum Restaurant Cheval Blanc bei Peter Knogl in Basel (drei Michelinsterne). 2022 kochte er im Restaurant Alois bei Max Natmessnig in München (zwei Michelinsterne).
Im März 2023 wurde er Küchenchef im neu eröffneten Restaurant edl-eins in Deggendorf. Im März 2024 wurde das Restaurant mit einem Michelinstern ausgezeichnet. Er bot eine skandinavisch-regionale Crossover-Küche an.
Im August 2024 verließ er das edl-eins.

## Auszeichnungen
- 2024: Ein Stern im Guide Michelin für das Restaurant edl-eins in Deggendorf[5]